# أمانة منطقة نجران
أمانة منطقة نجران تأسست في 15/10/ 1375هـ، وهي الجهة المسؤولة عن تقديم الخدمات العامة للمواطنين في المنطقة، و تدرجت الأمانه في مستوى خدمتها إلى ان تم تغيير المسمى من بلديه إلى أمانه في عام1426 هـ، وتم تخطيط مناطق سكنية جديدة من أهمها مخطط الفيصلية ومخطط حي الفهد وما تبعها من مخططات حديثة شرق المدينة القديمة، وبذلك دخلت المدينة مرحلة جديدة من النمو والتطور.
ازدادت الكثافة السكانية فيها لتتواكب مع النمو الكبير في المجال الزراعي والتجاري والإداري للمدينة ونتيجة لذلك التطور قامت وزارة الشئون البلدية والقروية بتنفيذ مشروع دراسة تخطيط نجران عام 1396هـ حيث أعد المخطط الرئيسي للمدينة الذي اشتمل على الاستراتيجيات الأساسية لنمو المدينة آخذاً بعين الاعتبار العوامل الخاصة بالتنمية الاقتصادية وتنمية الموارد البشرية والتنمية الاجتماعية لتتمشى مع مؤشرات النمو السكاني وقد عملت البلدية على تنفيذ ذلك المخطط بما يحقق الأهداف المرجوة منه فتم تخطيط، وشق، وسفلتة، ورصف إنارة شوارع المدينة، وأنشئت الحدائق والمنتزهات العامة، وأقيمت المرافق المختلفة كشبكات المياه والأسواق والمسالخ وتسوير المقابر وما شابهها.

## الرؤية
الريادة في تقديم خدمات بلدية مميزة لرفع مستوى البيئة الحضرية والعمرانية في منطقة نجران، لتصبح مقصدا سياحيًا وتجاريًا على مستوى الوطن.

## الرسالة
توجيه التنمية العمرانية وبناء إدارة البنية الأساسية في المدينة بمنهجية ومهنية عالية مع الشركاء لخلق بيئة صحية وعمرانية مستدامة.